# Androlepis
Genre
Classification phylogénétique
Androlepis est un genre de plantes de la famille des Bromeliaceae.

## Espèces
- Androlepis fragrans Leme & H.Luther
- Androlepis skinneri (K.Koch) Brongn. ex Houllet